# Wolf Gang

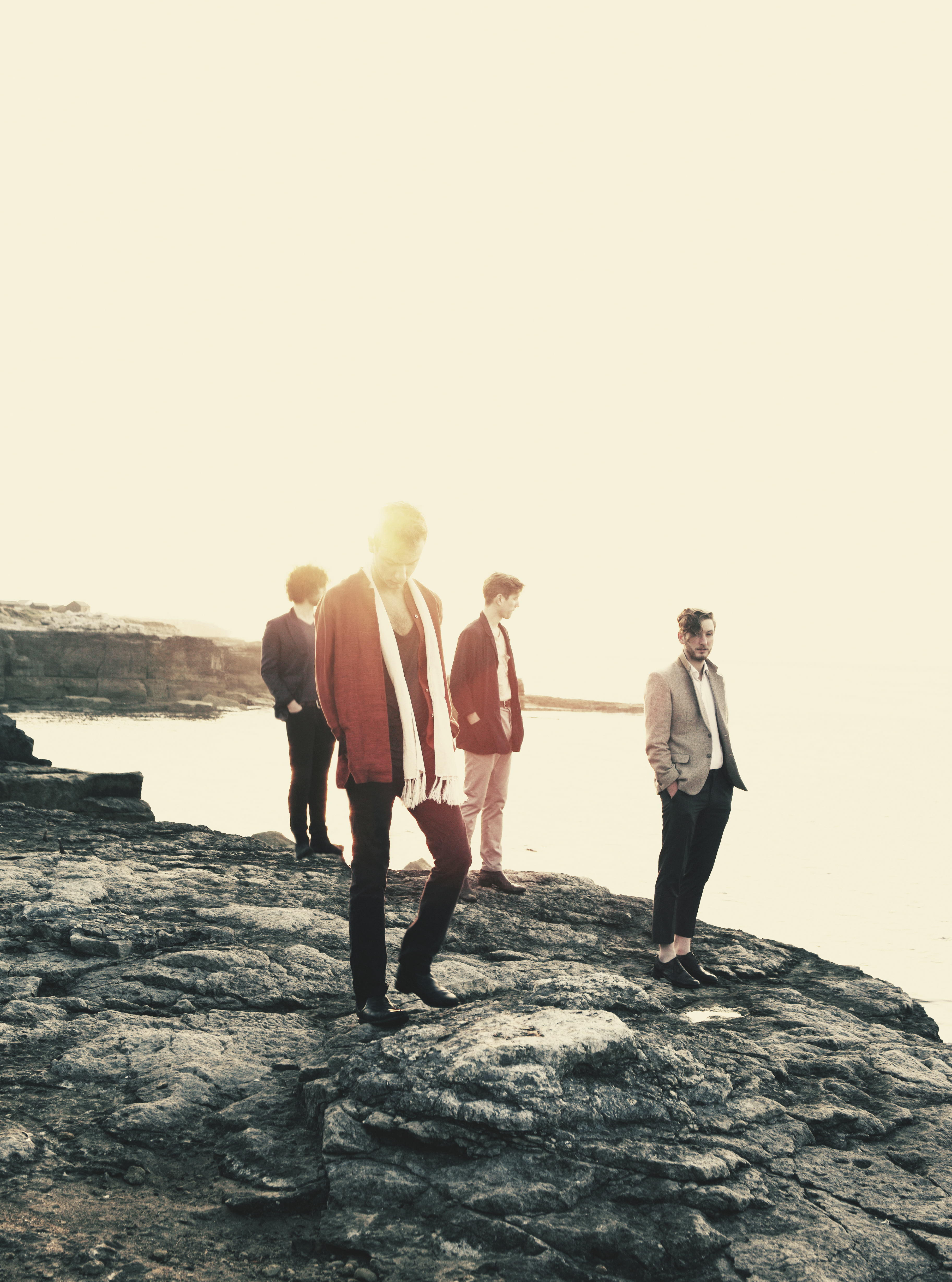
Wolf Gang

Wolf Gang ist eine britische Band, die in den Bereichen des Alternative Rock und des Symphonic Rock tätig ist. Nach mehreren verschiedenen Personalkonfigurationen um den Band-Frontmann Max McElligott pendelte sich 2009 das jetzige Ensemble um McElligott zusammen mit dem Schlagzeuger Lasse Petersen von The Rakes und dem Bassisten Gavin Slater von Ghosts ein.

## Auftritte
Nach einer gemeinsamen Tour mit Florence and the Machine, Miike Snow und Metric, fuhr Wolf Gang mit einer Solo-Tour im Vereinigten Königreich fort (darunter ein ausverkaufter Auftritt bei Londons White Heat Night). Im September 2010 begab sich die Band dann auf ihre erste internationale Tournee, welche ein Auftreten beim Festival Parklife in Australien beinhaltete.
Wolf Gang hatte darüber hinaus im Februar 2011 einen Auftritt im Rahmen der NME Awards als Unterstützung für The Naked and Famous. Ebenfalls trat die Band als Support für Editors am 26. März 2011 in der Royal Albert Hall bei einem Benefizkonzert für den Teenage Cancer Trust auf.
Ihre bislang größte Show spielte Wolf Gang im Juni 2011 als Support für The Killers im Hyde Park von London im Rahmen von Hard Rock Calling. Weitere Festivals, an denen die Band teilnahm, sind Rock en Seine, Lowlands und London Calling in Amsterdam.
Vor Kurzem nahm Wolf Gang am Arthur’s Day Music Festival teil, einer Serie musikalischer Veranstaltungen quer durch Irland, wo Bands eine Anzahl an Auftritten spielen können, deren genaue Zahl dem Publikum vorher unbekannt ist. Hierbei spielten sie an der Seite von Aloe Blacc, Ed Sheeran und Scissor Sisters in Dublin im ausverkauften Olympia Theatre.

## Diskographie
Während sie ursprünglich für Neon Gold unter Vertrag standen, arbeitet Wolf Gang derzeit für Atlantic Records. Das Debütalbum der Band, Suego Faults wurde ausschließlich durch McElligott geschrieben und aufgenommen, eine Koproduktion McElligotts und Dave Friedmanns. Es wurde im Juli 2011 veröffentlicht. Seit August 2011 arbeitet die Band an ihrem zweiten Album, welches jedoch bislang noch keinen Titel hat.

### Alben
- Suego Faults (25. Juli 2011) – publiziert bei Atlantic Records (höchste britische Chartplatzierung: 96)

### Singles
- „The King and All Of His Men“ (Neon Gold)
- „Lions In Cages“ (Atlantic Records)
- „Dancing With The Devil“ (Atlantic Records)
- "The King and All Of His Men (Re-Release) (Atlantic Records)
- „Back to Back“ (Atlantic Records)